# Brougham Castle

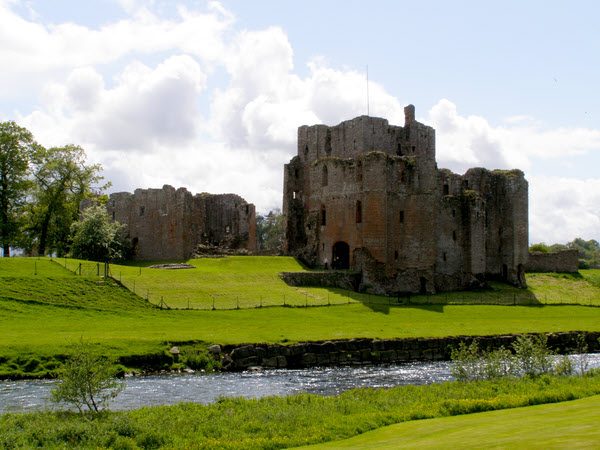
Brougham Castle von Nordosten, über den Eamont hinweg

Brougham Castle ist die Ruine einer mittelalterlichen Burg etwa 3 Kilometer südöstlich von Penrith in der englischen Grafschaft Cumbria. Die Burg wurde auf Geheiß von Robert de Vieuxpont Anfang des 13. Jahrhunderts angelegt. Der Standort am Zusammenfluss der Flüsse Eamont und Lowther wurde bereits von den Römern als Standort eines Forts namens Brocavum gewählt. Die Burg wird zusammen mit den Resten des römischen Forts als Scheduled Monument angesehen (Eintrag: „Brougham Roman fort and Brougham Castle“).
In seiner frühesten Form bestand die Burg aus einem steinernen Donjon mit einer Einfriedung aus einem Erdwall und einem hölzernen Palisadenzaun. Beim Bau der Burg war Robert de Vieuxpont einer der wenigen königstreuen Lords in der Region. Die Vieuxponts war eine mächtige Familie von Grundbesitzern im Nordwesten von England; ihnen gehörten auch die Burgen in Appleby und Brough. Während des Zweiten Kriegs der Barone starb 1264 Robert de Vieuxponts Enkel, ebenfalls ein Robert. Die Vormundschaft über seine älteste Tochter fiel an Roger de Clifford, der sie mit 1269 mit seinem gleichnamigen Sohn Roger verheiratete. Brougham Castle und weitere Anwesen fielen damit an die Familie Clifford.
Mit dem Beginn der schottischen Unabhängigkeitskriege 1296 wurde Brougham Castle zu einer wichtigen Militärbasis für Robert de Clifford, 1. Baron de Clifford. Er begann, die Burg wieder befestigen zu lassen: Die hölzernen äußeren Verteidigungseinrichtungen wurden durch stärkere, beeindruckendere Steinmauern ersetzt und ein großes Torhaus aus Stein wurde angefügt. Brougham Castle und Robert de Clifford waren so wichtig, dass er 1300 König Eduard I. zu Gast hatte. Der 2. Baron de Clifford wurde 1322 als Verräter hingerichtet und so kamen die Besitzungen der Familie in das Eigentum Königs Eduards II., wurden aber wieder zurückgegeben, als Eduard III. auf den Thron kam. Die Region wurde oft von den Schotten bedroht und 1388 nahmen diese die Burg ein und plünderten sie.
Danach begannen die Cliffords, mehr Zeit in ihren anderen Burgen zu verbringen, besonders in Skipton Castle in Yorkshire. Brougham Castle wurde innerhalb der Familie weitervererbt und diente zeitweilig auch als Residenz. 1592 aber befand es sich in einem Stadium des Verfalls, weil George Clifford in seiner Rolle als Queen's Champion mehr Zeit im Süden Englands verbrachte. Anfang des 17. Jahrhunderts wurde die Burg kurze Zeit restauriert, und zwar so weit, dass König Jakob I. 1617 dort unterhalten werden konnte. 1643 erbte Lady Anne Clifford die Anwesen der Familie einschließlich der Burgen von Brougham, Appleby und Brough und begann, sie restaurieren zu lassen. Brougham Castle wurde noch kurze Zeit nach dem Tod von Anne Clifford 1676 in gutem Zustand erhalten, aber der Earl of Thanet, der die Besitzungen der Cliffords geerbt hatte, verkaufte 1714 die Ausstattung der Burg. Das leere Gebäude wurde dem Verfall preisgegeben, da seine Erhaltung zu kostspielig gewesen wäre. Als Ruine inspirierte Brougham Castle William Turner zu einem Gemälde, wurde auch am Beginn von William Wordsworths Gedicht The Prelude erwähnt und wurde in Wordsworth Song at the Feast of Brougham Castle upon the Restoration of Lord Clifford, the Shepherd, to the Estates and Honours of his Ancestors besungen. In den 1930er-Jahren überließ die Familie die Burg dem Ministry of Works. Heute wird sie von der Nachfolgeorganisation English Heritage verwaltet.

## Hintergrund

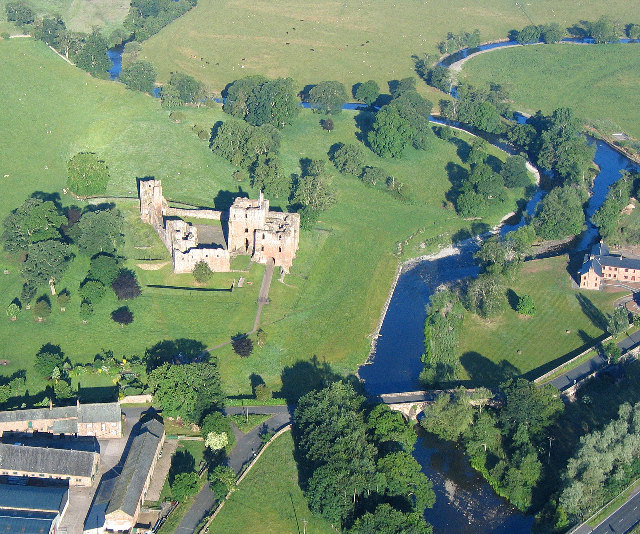
Brougham Castle wurde im nördlichen Teil eines römischen Forts nahe dem Zusammenfluss von Eamont und Lowther errichtet.

Das Anwesen von Brougham Castle war schon befestigt, seit die Römer das Kastell Brocavum an der Kreuzung dreier römischer Straßen errichtet hatten. Der Zusammenfluss von Eamont und Lowther im Westen der Burg bot natürliche Befestigungen und die Gegend war fruchtbar und leicht zu kultivieren. Eine zivile Siedlung entstand rund um das Fort. Als die Angeln in der Gegend auftauchten, nannten sie den Ort “Brougham” (dt.: Dorf bei der Burg). Vom Ende der römischen Herrschaft im 5. Jahrhundert bis zur normannischen Eroberung Englands Ende des 11. Jahrhunderts war Cumbria eine unruhige Gegend. Auch wenn das Gelände gut zu verteidigen war, so findet sich doch kein Beweis für eine Wiederbefestigung in dieser Zeit. Im Jahre 1092 eroberte Wilhelm II. (auch William Rufus genannt) Cumbria südlich des Solway Firth und zog eine neue Grenze weit nördlich von Brougham. Das Gelände in Brougham blieb unbefestigt. Carlisle Castle sicherte die Grenze und die Burgen von Appleby und Brough, beide südöstlich von Brougham, schützten die Nachschublinien von Carlisle nach Yorkshire. Im Jahre 1203 wurde die Baronie von Westmorland – einschließlich der Burgen von Appleby, Brough und Brougham – von König Johann Ohneland an Robert de Vieuxpont verliehen. Als Favorit von König Johann Ohneland war Vieuxpont einer von nur wenigen königstreuen Adligen im Norden Englands, dessen Bevölkerung mit der Regierung des Königs unzufrieden war und schließlich aufbegehrte. Um 1214 erlangte Vieuxpont die Kontrolle über weitere Ländereien, darunter die Hälfte der Grundherrschaft von Brougham. In dieser unsicheren Zeit wurde der Grundstein zu Brougham Castle gelegt.

## Unter den Vieuxponts
Vieuxpont war einer von nur wenigen Unterstützern des Königs im nördlichen England und er ließ vermutlich mit dem Bau von Brougham Castle beginnen, sobald er das Land erworben hatte. Zu diesem Zeitpunkt war die Burg mit einem Erdwall und einem darauf aufgebauten Palisadenzaun umschlossen. Die ersten drei Stockwerke des Keeps stammen aus dieser Zeit. Der Zugang war im 1. Obergeschoss über einen Vorbau. Östlich davon befand sich eine Steingebäude, vermutlich ein Rittersaal. Die Steinbauweise war eine teure und zeitraubende Bauart. Es gibt keine Aufzeichnungen über die Baukosten von Brougham Castle, aber über die anderer Steingebäude. So hat z. B. Ende des 12. Jahrhunderts der Bau des steinernen Keeps von Peveril Castle in Derbyshire etwa £ 200 gekostet und ein sehr viel größeres Gebäude, wie Château Gaillard, kostete geschätzte £ 15.000 bis £ 20.000 und beanspruchte mehrere Jahre Bauzeit.
1216, als eine schottische Armee in das Eden-Tal einfiel und Alan, Lord of Galloway Westmorland besetzte, spielte Brougham Castle keine Rolle in der Landesverteidigung, vermutlich, weil es noch nicht fertiggestellt war. Der Bau wurde ausgesetzt, bis Alan of Galloway 1217 sich nach Schottland zurückzog. Vieuxpont erlangte die Kontrolle über die Einkünfte des Königs in Cumberland und dies half ihm, den Bau der Burg zu bezahlen. Als Robert de Vieuxpont 1228 starb, war sein einziger Sohn John noch minderjährig und so wurde sein Besitz einem Vormund unterstellt.
John de Vieuxpont starb 1241, bevor er volljährig wurde. Der neue Erbe, Johns Sohn Robert, war nicht alt genug, um sein Erbe anzutreten, und so verblieben die Ländereien der Familie unter Vormundschaft. In dieser Zeit verfielen die Gebäude, vermutlich auch Brougham Castle. Als Robert de Vieuxpont um 1257 volljährig wurde, erbte er beträchtliche Schulden. Er war einer der Adligen aus dem Norden, die Simon de Montfort im zweiten Krieg der Barone (1264–1267) bei seiner Revolte unterstützten. Im Juni 1264 war Vieuxpont tot und, da er als Verräter angesehen wurde, konfiszierte König Heinrich III. seine Besitzungen. 1266 begnadigte der König Vieuxpont postum und seine beiden Töchter konnten die Ländereien der Familie erben. Die Wächter der beiden Mädchen, die damals zu jung zum Heiraten waren, teilten die Ländereien in der Erwartung auf, dass sie nach der jeweiligen Heirat in den Besitz der Mädchen kommen würden. Isabel Vieuxpont wurde mit Roger de Clifford, dem Sohn ihres Wächters, verheiratet. Mit ihr ging die Verwaltungshoheit von Westmorland und der Burgen von Brougham und Appleby an die Cliffords über.

## Die Familie Clifford

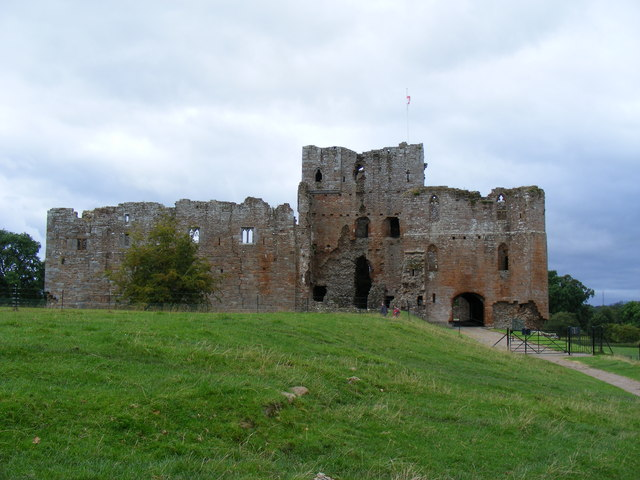
Brougham Castle von Osten. Das Torhaus (rechts) ließ Robert de Clifford erbauen, ebenso wie die Steinmauer, die die Burg umschloss. Der Keep neben dem Torhaus ist ein Überbleibsel aus der Zeit der Gründung von Brougham Castle durch Robert de Vieuxpont.

1269 hatte Roger de Clifford Isabel Vieuxpont geheiratet und war so der Besitzer von Brougham Castle und ihren anderen Besitzungen geworden, die innerhalb der Familie Clifford weitervererbt wurden. 1282 starb Roger de Clifford, noch vor seiner Gattin, die dann 1292 verstarb. Mit 18 Jahren war ihr Sohn Robert noch nicht alt genug, die Ländereien in Besitz zu nehmen. Während seiner noch drei Jahre dauernden Minderjährigkeit litten die Ländereien unter Vernachlässigung und Wilderei. Als die schottischen Unabhängigkeitskriege 1296 begannen, spielte Robert de Clifford eine entscheidende Rolle in dem Konflikt. Als nördlichste seiner Burgen wurde Brougham Castle zu seiner wichtigsten Basis und er verbrachte viel Zeit dort. Damals ließ er auch ein umfangreiches Bauprogramm durchführen. Der hölzerne Palisadenzaun wurde durch eine steinerne Kurtine ersetzt. Ein vierstöckiger Wohnturm namens Tower of League wurde in der Südwestecke der Burg errichtet. Der Keep erhielt ein viertes Geschoss und an der Nordseite wurde ein doppeltes Torhaus angebaut. Der Bau eines neuen, steinernen Rittersaals südlich des Donjons kann als Zeichen dafür gelten, dass in Kriegszeiten eine stärkere Garnison als zu Friedenszeiten auf der Burg lag. Es kann aber auch sein, dass dieser Rittersaal in Erwartung eines königlichen Besuches gebaut wurde. Im Juli 1300 besuchte König Eduard I. – selbst ein bekannter Erbauer von Burgen – Brougham Castle mit einem großen Tross und dem Thronfolger. Auch wenn es nicht sicher ist, ob der König selbst auf der Burg weilte, denken Historiker doch, dass es sehr wahrscheinlich ist. 1309 erhielt Robert de Clifford die königliche Erlaubnis, Brougham Castle zu befestigen (engl.: license to crenellate). Dies nimmt man als Indiz dafür, dass der Aufbau der Burg zu diesem Zeitpunkt abgeschlossen war. Diese Erlaubnisse gelten auch als Beweis für gute Beziehungen zu oder einen Vorzug vom Monarchen, der allein eine solche Erlaubnis erteilen konnte.
Eduard I. starb 1307 und sein Nachfolger, Eduard II., wurde durch internationale Konflikte vom Krieg mit Schottland abgelenkt, sodass die Schotten durch England weiter nach Süden vordringen konnten. 1310 oder 1311 bekam Robert de Clifford Skipton Castle zu Lehen. Diese Burg war weiter von der schottischen Grenze entfernt als Brougham Castle. In einer Zeit, in der schottische Überfälle Westmorland verheerten, verwendete Clifford mehr Zeit und Mühe auf den Ausbau von Skipton Castle. Clifford fiel in der Schlacht von Bannockburn 1314, die mit einer schottischen Gegenoffensive nach England endete. Als Robert starb, war sein Sohn, Roger erst 14 Jahre alt und noch zu jung zum Erben. Daher wurde erneut ein Vormund bestellt, aber die Ländereien litten unter schottischen Angriffen so sehr, dass der König Roger de Clifford £ 200 für die Unterhaltung seiner Burgen zur Verfügung stellte. Bartholomew de Badlesmere, 1. Baron Badlesmere, war für die Unterhaltung von Brougham Castle und einiger weiterer Ländereien der Cliffords, wie Appleby Castle, verantwortlich. Von 1316 bis 1318 verwendete er £ 363 auf die Garnisonen von Brougham und Appleby und wurde zusätzlich vom König für diese Zwecke mit £ 1270 unterstützt. Gelder für die Unterhaltung der Garnisonen ließen sich nicht leicht aus den Erträgen der Clifford’schen Ländereien abzweigen und sie wurden der Wilderei und Plünderung beschuldigt. 1320 erhielt Roger de Clifford sein Erbe, verbrachte aber wahrscheinlich mehr Zeit auf Skipton Castle. Er wurde 1322 als Verräter hingerichtet, nachdem er bei der Schlacht bei Boroughbridge gefangen genommen worden war. Brougham Castle wurde zusammen mit den anderen Ländern der Familie konfisziert und an Andrew Harclay für seine Unterstützung des Königs während des Aufstandes vergeben. Aber 1323 wurde auch Harclay als Verräter hingerichtet und so kam die Burg in den Besitz von König Eduard II. Im Mai 1323 wurde ein Waffenstillstand zwischen Schotten und Engländern unterzeichnet, was eine Reduzierung der Garnisonsstärke in ganz Nordengland ermöglichte.

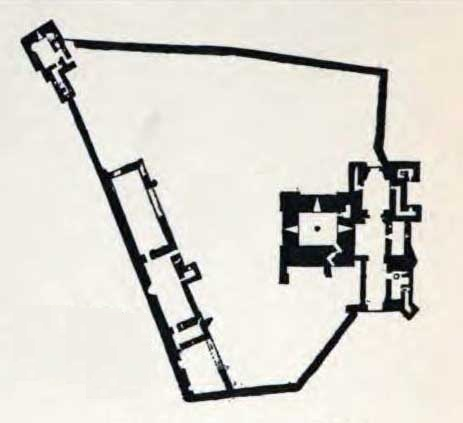
Grundriss von Brougham Castle

Als Eduard III. Eduard II. auf dem Thron ablöste, erhielt Robert Clifford, Rogers jüngerer Bruder, die meisten Ländereien, die konfisziert worden waren, zurück. 1333 hatte Robert alle Ländereien, die einst der Familie Vieuxpont gehört hatten, unter seiner Kontrolle vereinigt. Feindseligkeiten zwischen Schottland und England flammten 1332 wieder auf, als Edward Balliol einfiel, um den schottischen Thron selbst zu besteigen. Er wurde im Dezember 1333 aus Schottland hinausgeworfen. Als er nach Westmorland kam, suchte er Schutz bei der Familie Clifford und verbrachte einige Zeit auf den Burgen in Appleby, Brough, Brougham und Pendragon. Robert Clifford war in den erneuten Konflikt nicht stark involviert, auch wenn er an den Schlachten in den Jahren 1332, 1337 und 1342 teilnahm. Als man bei seinem Tod 1344 sein Vermögen schätzte, musste man feststellen, dass die Ländereien in Brougham unter dem Krieg gelitten hatten und Brougham Castle ohne Gelder für Reparaturarbeiten in den 1340er-Jahren verfallen war. Zwei minderjährige Erben folgten, bis Roger de Clifford, 5. Baron Clifford, 1354 volljährig wurde. Ein weiterer Waffenstillstand zwischen Schottland und England wurde 1357 unterzeichnet; diesmal währte er bis 1384. Obwohl Roger de Clifford fiel Zeit auf Appleby Castle verbrachte, wo die Hauptstadt der Grafschaft lag, war er doch für den Wiederaufbau der Wohngebäude von Brougham Castle, einschließlich des Rittersaals, verantwortlich. Der König befahl ihm, eine Garnison von 40 Men-at-arms und 50 berittenen Bogenschützen am Westende der schottischen Grenze zu unterhalten, und einige davon werden wohl auch auf Brougham Castle stationiert worden sein. Der Bedarf an zusätzlichem Wohnraum war wohl der Grund, aus dem Clifford mit dem Wiederaufbau begann. Im August 1388 führten die Schotten einen Angriff nach England durch, wobei ein Teil der Truppen im Osten vorrückte und später in der Schlacht von Otterburn in Northumberland gestellt wurde und ein weiterer Teil im Westen vorrückte und sogar Brough, 32 km südöstlich, erreichte. In dieser Zeit wurde Brougham Castle kurz von schottischen Truppen eingenommen.
Roger de Clifford starb 1389 auf Skipton Castle und die Familie Clifford begann, das Interesse an Westmorland zu verlieren. Die Cliffords bevorzugten ihre Besitzungen in Yorkshire gegenüber ihren verfallenden Burgen in Westmorland, die in den Kriegen mit den Schotten geplündert worden waren. Brougham Castle wurde erst 1421 wieder als Residenz erwähnt, als ein Mann angeklagt wurde, Münzen auf der Burg gefälscht zu haben. Auch wenn man nur wenig über diese Zeit auf Brougham Castle weiß, so nehmen Historiker doch an, dass Reparaturarbeiten unternommen wurden und Rivalitäten zwischen der Familie Clifford und dem Haus Neville aufkamen, die später Konsequenzen für Brougham Castle haben sollten. Die Familienfeindschaft bedeutete, dass der Earl of Salisbury, ein Neville, seine Stellung als Lord of Penrith nutzte, um die Cliffords zu bekämpfen. Vermutlich wurde aufgrund der Nähe zu Penrith eine Garnison auf Brougham Castle gehalten. In den Rosenkriegen (1455–1485) standen die beiden Familien auf unterschiedlichen Seiten, wobei die Cliffords das Haus Lancaster unterstützten und die Nevilles das Haus York. Als der Yorkist Eduard IV. 1461 den Thron errang, wurden die Ländereien von John Clifford, 9. Baron Clifford, konfisziert. 1471 gab Eduard IV. Sir William Parr Brougham Castle und weitere Ländereien, die den Cliffords gehört hatten, zu Lehen. Ein Jahr später wurde Henry Clifford, Johns Sohn und Erbe, begnadigt und, als der Lancastrianer Heinrich Tudor die Yorkisten stürzte und als Heinrich VII. den englischen Thron übernahm, forderte Henry Clifford die Rückgabe de Ländereien seiner Familie. Sie wurde ihm im November 1485 gewährt.
Henry Clifford lebte bis 1523. Unter ihm und seinem Sohn – ebenfalls ein Henry, der später zum Earl of Cumberland ernannt wurde – diente die Burg zeitweise als Familiensitz. Nachdem Brough Castle 1521 durch einen Brand zerstört worden war, wurde Brougham Castle vermutlich zum neuen Verwaltungszentrum und Fokus für die örtliche Herrschaft. Als Earl of Cumberland unterstand Henry auch Penrith Castle und Carlisle Castle, wenn er auch ein unpopulärer Herr war. Als sich der Norden Englands 1536 in der Pilgrimage of Grace erhob, war Henry Clifford eines der Ziele für die Rebellen. Er stellte die Rebellenführer im Februar 1537 in Kirkby Stephen und zog sich nach seiner Niederlage auf Brougham Castle zurück. Nach der Unterdrückung der Pilgrimage of Grace gab es Reformen der Regionalregierung des Nordwestens. Eines der Ergebnisse dieser Reformen war, dass der Titel eines Earl of Cumberland Clifford keine Macht mehr über Penrith Castle und Carlisle Castle verlieh, womit Brougham Castle wiederum zur nördlichsten Burg der Cliffords wurde.
Henry starb 1542 und sein Sohn, Henry Clifford, 2. Earl of Cumberland, erbte die Familienländereien. Während des Rising of the North, in dem katholische Magnaten gegen Königin Elisabeth I. rebellierten, blieb Henry königstreu, obwohl die Cliffords eine katholische Familie waren. Er ließ Appleby Castle demontieren, damit es nicht gegen die königlichen Truppen verwendet würde, und stellte gleichzeitig Brougham Castle Elisabeths Regierung zur Verfügung, auch wenn es keine Kämpfe um die Burg gab. Unter dem zweiten und dritten Earl, Henry und George, diente die Burg immer noch als Residenz, wobei der dritte Earl sogar auf Brougham Castle geboren wurde. Aber unter George Clifford begann erneut der Verfall des Gebäudes und 1592 war es verlassen. George verbrachte seine Zeit entweder im Süden Englands in seiner Rolle als Queen's Champion oder auf Skipton Castle. Eine Inventur der Ausstattung der Burg im Jahre 1595 ergab, dass es sich um einen vernachlässigten, sparsam möblierten Ort handelte und die wenigen Möbel, die vorhanden waren, alt und kaputt waren.

## Die Witwen Clifford

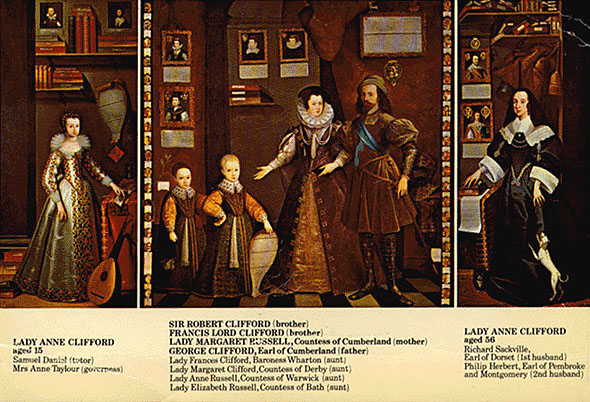
Porträt von Lady Anne Cliffords Familie; sie selbst ist auf der linken und der rechten Tafel zu sehen, einmal 15 Jahre alt und einmal 56 Jahre alt. Die mittlere Tafel zeigt ihre Eltern, George und Margaret Clifford, sowie ihre beiden Brüder, die bereits im Kindesalter starben.

Als George Clifford 1605 starb, wurde seine Gattin Margaret Witwen-Gräfin und ließ mit der Reparatur von Brougham Castle beginnen, das zu ihrem bevorzugten Wohnort wurde. Margaret musste gegen den Eigentumsanspruch ihres Schwagers Francis Clifford, 4. Earl of Cumberland, auf die Familienländereien kämpfen, behielt aber Brougham Castle. Ihre Tochter, Lady Anne Clifford, fuhr mit der Restaurierung der Burg und anderer Familienländereien fort. Als einzig überlebendes von den drei Kindern von Margaret erbte Anne die Ländereien der Cliffords, nachdem ihre Mutter 1616 verstorben war. Der Erbvorgang war nicht so einfach. Der Earl of Cumberland erneuerte seinen Anspruch auf die Ländereien der Cliffords, aber das Privy Council entschied für Anne. Diese Lösung war nur von kurzer Dauer, denn im April 1617 entschied der König, dass der Earl of Cumberland der rechtmäßige Eigentümer der Ländereien sei, und diese fielen an Francis Clifford. Später in diesem Jahr besuchte Jakob I. Schottland und weilte auf der Rückreise in Carlisle Castle, Brougham Castle und Appleby Castle, wo teure Bankette zu seinen Ehren ausgerichtet wurden. Man nimmt an, dass die Festivitäten etwa £ 1200 gekostet haben müssen. Danach wurde Brougham Castle von seinem Eigner schlicht vergessen und vernachlässigt.
Francis Clifford starb 1641 und der Tod seines Sohnes Henry Clifford, 5. Earl of Cumberland, 1643 ließ diese Linie ohne direkten männlichen Erben zurück. Da fielen die Ländereien der Cliffords an Lady Anne zurück. Der englische Bürgerkrieg brach 1641 aus. Brougham Castle war eine von mehreren Burgen im meist royalistischen Cumberland und Westmorland, die mit Garnisonen königlicher Truppen versehen wurden. Sir John Lowther der Kommandant der Garnison, gab an, dass er Brougham Castle übernommen hätte, nicht weil es strategisch wichtig gewesen wäre, sondern weil der den Roundheads an der Nutzung der Burg hindern wollte. Während ihre Burgen unter Kontrolle der Royalisten standen, stiftete Lady Anne das Einkommen aus ihren Ländereien für die Erhaltung der Burgen. Im Juni 1649 wurde Appleby Castle vier Tage lang belagert und musste sich dann den parlamentaristischen Kräften ergeben, aber das nur gering bemannte Brougham Castle unterlag leichter den Truppen von Colonel John Lambert. Während viele Burgen in Cumberland und Westmorland geschleift wurden, damit sie nicht mehr als Festung genutzt werden konnten, blieb Brougham Castle dieses Schicksal erspart, vermutlich, weil es nicht strategisch wichtig war. 1650 ließ Lady Anne beginnen, Brougham Castle und Appleby Castle zu reparieren. 1653 waren die Reparaturarbeiten größtenteils abgeschlossen, wurden aber doch noch einige Jahre fortgeführt, sodass sie insgesamt £ 40.000 kosteten. Zu dieser Zeit war Brougham Castle keine ernstzunehmende Festung mehr und war zu Lady Annes Landhaus geworden. Sie ließ einen Garten auf dem Gelände des alten römischen Forts anlegen, was zur Entdeckung von römischen Artefakten, wie Münzen und drei Altären führte. Eine 3,2 Meter hohe Steinmauer wurde um den Garten gebaut und so ein Gelände vom Torhaus bis zum Südende des alten römischen Forts eingefriedet.

## Pittoreske Ruine

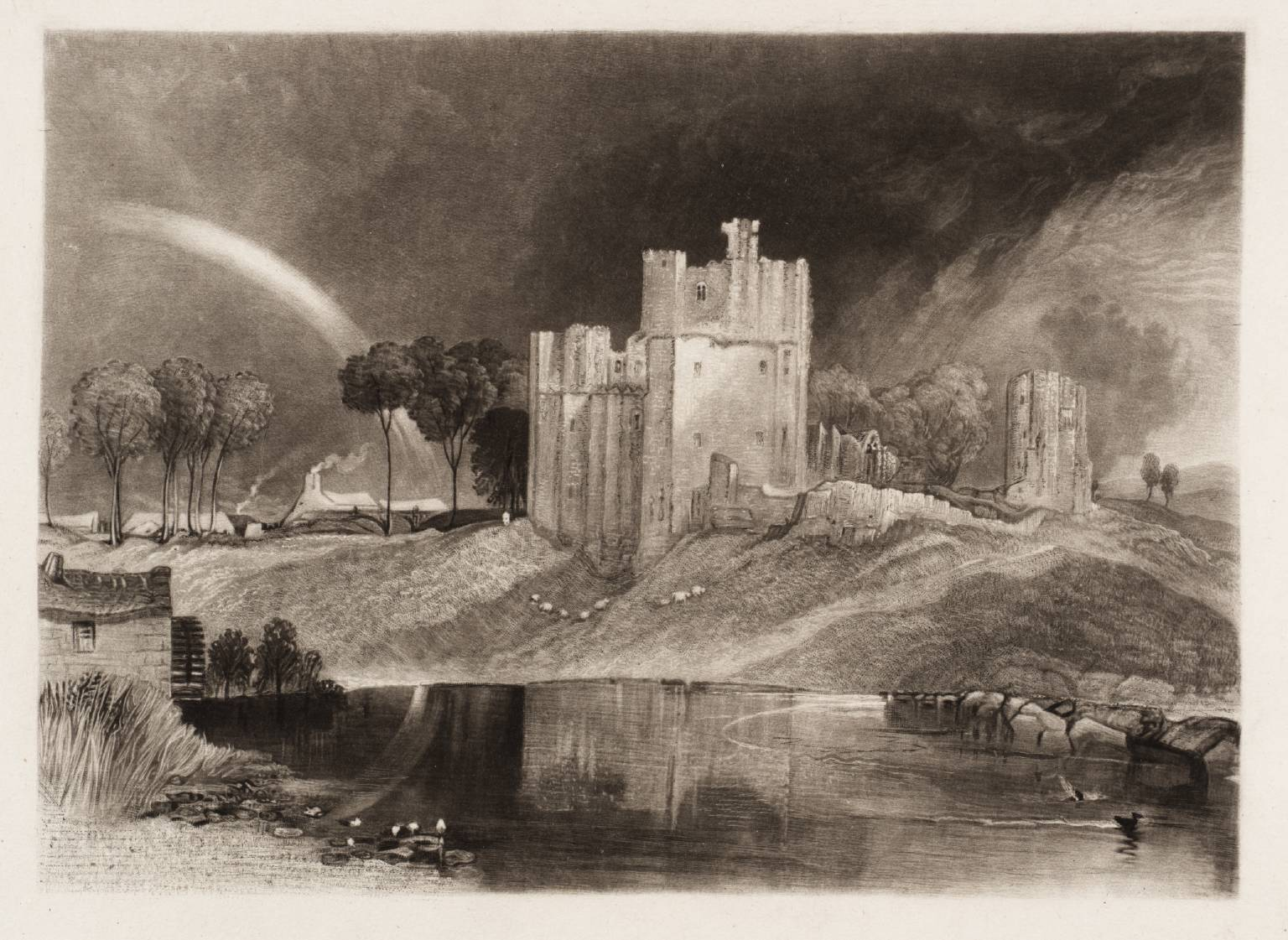
Brougham Castle in Schabkunst von William Say nach William Turner (1825).

Lady Anne Clifford starb auf Brougham Castle im Jahre 1676 und ihr Enkel, Nicholas Tufton, 3. Earl of Thanet, erbte die Ländereien der Cliffords. Er starb 1679 und in den folgenden fünf Jahren fiel sein Erbe nach und nach an seine drei jüngeren Brüder. Unter seinem jüngsten Bruder, Thomas Tufton, 6. Earl of Thanet, hatte Brougham Castle unter besonderer Vernachlässigung zu leiden. 1714 entschied er, dass Appleby Castle eine ausreichende Residenz für ihn sei, und verkaufte den Inhalt von Brougham Castle für £ 570. Nur der Tower of League wurde unangetastet gelassen, aber 1723 wurde auch sein Inhalt verkauft, und zwar für £ 40. In den 1750er-Jahren diente Brougham Castle nur noch als Quelle für Bausteine für das Dorf Brougham, das durch die Investitionen des Earl of Thanet aufblühte. 1794 erwähnte ein Bericht über den vernachlässigten Zustand der Burg, dass „ein Großteil der Innenwände kürzlich herausgebrochen wurden, auch, um Häuser im benachbarten Dorf zu bauen.“
Ende des 18. Jahrhunderts wurde der Lake District eine beliebte Touristenattraktion und die Sensibilitäten der Romantik verklärten historische Ruinen wie Brougham Castle. In William Wordsworths Gedicht The Prelude erzählt der Autor, wie er die Ruinen von Brougham Castle als Halbwüchsiger mit seiner Schwester erforscht hatte. Wordsworth schrieb in seinem Gedicht, das postum 1850 veröffentlicht wurde:

„(…) That river and those mouldering tower
Have seen us side by side, when, having clomb
The darksome windings of a broken stair,
And Crept along a ridge of fractured wall,
Not without trembling, we in safety looked
Forth, through some Gothic window's open space,
And gathered with one mind in a rich reward
From the far-stretching landscape (…)”
(dt.: „(…) jener Fluss und dieses verfallenen Türme
Haben und Seite an Seite gesehen, als wir erklettert hatten
Die dunklen Windungen einer zerbrochenen Treppe
Und entlang dem Grat einer zerbrochenen Mauer gekrochen sind
Nicht ohne Zittern schauten wir in Sicherheit
Nach vorne, durch die Öffnungen einiger gotischer Fenster
Und fanden uns eines Mutes in reicher Belohnung
Durch die sich weithin erstreckende Landschaft (…)")

Brougham Castle lieferte auch die Inspiration für ein weiteres von Wordsworths Gedichten, den Song at the Feast of Brougham Castle upon the Restoration of Lord Clifford, the Shepherd, to the Estates an Honours of his Ancestors. Die zerfallene Burg zog Ausflügler und Historiker, wie William Gilpin und Richard Warner an. In seinem Tagebuch Journey to the Lake District from Cambridge 1779 beschrieb William Wilberforce Brougham Castle als “sehr schöne Ruine”. Der Maler William Turner besuchte Brougham 1809 und 1831 und bei seinem ersten Besuch fertigte er eine Skizze an, die als Startpunkt eines späteren Aquarells gilt. Um den weiteren Verfall der Burg zu verhindern investierte Charles Tufton, 10. Earl of Thanet, 1830 £ 41 für strukturelle Reparaturen und sein Nachfolger, Henry Tufton, 11. Earl of Thanet, ließ Ende der 1840er-Jahre weitere Reparaturen ausführen, die £ 421 kosteten.
Henry Tufton starb 1849 und die Burg fiel an die Hothfields. Die Unterhaltung der Gebäude war zu teuer für die Familie und 1859 wurden Rinder im Torhaus gehalten und Besucher beschwerten sich, dass Teile der romantischen Ruinen nicht mehr betreten werden konnten. Ohne ausreichende Investitionen verfiel die Burg rasch weiter.
1915 erklärte das Ancient Monuments Board Brougham Castle zu einem Denkmal, „dessen Erhaltung als von nationaler Wichtigkeit angesehen wurde“. Mit der Einführung von Buslinien in der Region erfuhr die Burg noch mehr Interesse von der Öffentlichkeit und Ende der 1920er-Jahre kamen jährlich etwa 20.000 Besucher. 1927 übertrug der 2. Baron Hothfield das Management von Brougham Castle an das Office of Works, behielt aber das Eigentum an der Burg. Die Organisation ließ sie für £ 5925 reparieren. In den 1930er-Jahren flossen weitere £ 1050 in die Entfernung der Gemäuer, die in den 1840er-Jahren angefügt worden waren.
Brougham Castle ist heute im Wesentlichen so erhalten, wie es nach Beendigung der wichtigsten Reparaturarbeiten in den 1930er-Jahren war. Die Burg gilt als Scheduled Monument, was bedeutet, dass es sich um ein „national wichtiges“ historisches Gebäude und Grabungsstätte handelt, die gegen unautorisierte Veränderungen geschützt ist. Bis 1984, als eine Aufnahme der noch erhaltenen Ruinen durchgeführt wurde, gab es nur wenige archäologische Untersuchungen auf Brougham Castle. Diese Aufnahme war Teil einer Monografie über die Burg, die ihre Geschichte und die zeitliche Zuordnung ihrer Gebäude aufzeigt. Brougham Castle ist eine der wenigen Burgen in Cumbria, auf der umfangreiche archäologische Untersuchungen durchgeführt wurden. Heute ist die Burg öffentlich zugänglich und es gibt ein Museum, das von English Heritage, dem Nachfolger des Office of Works,  betrieben wird.

## Layout

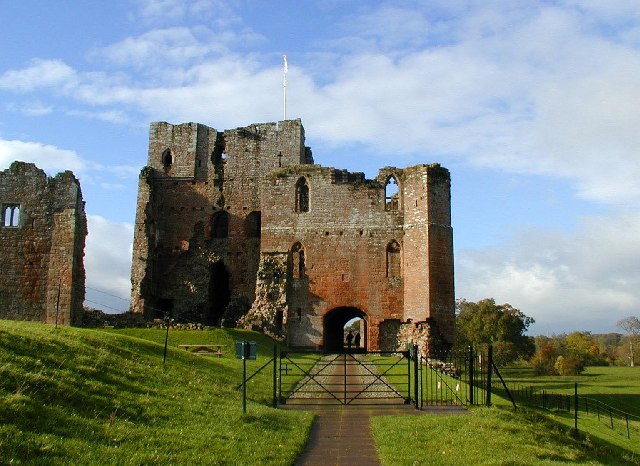
Weg zum Torhaus aus dem 14. Jahrhundert. Der Donjon aus dem 13. Jahrhundert ist links zu sehen.

Der Zugangsweg zu Brougham Castle führt von Osten nach Westen. Südlich davon (oder links des Besuchers) befinden sich die Erdwerke des römischen Forts. Dort lag auch der Garten aus dem 17. Jahrhundert. Das Gelände ist terrassiert und fällt nach Norden zum Eamont hin ab. Ein Burggraben verläuft entlang der östlichen, südlichen und westlichen Begrenzungen der Burg. Seine Breite variiert zwischen 10 und 15 Metern, seine Tiefe beträgt bis zu 3,4 Meter. Auch wenn der Burggraben heute trocken liegt, war er vermutlich früher mit Wasser gefüllt. Die Burg hat die Form eines unregelmäßigen Vierecks und misst etwa 68 Meter an der Westseite, 72 Meter an der Südseite, 48 Meter an der Ostseite und 54 Meter an der Nordseite.
Brougham Castle betritt man durch ein dreistöckiges, doppeltes Torhaus. Ursprünglich war das Wappen von Roger Clifford und seiner Gattin über dem Eingang zum Torhaus eingeschlagen, aber im 19. Jahrhundert wurde es durch die heute sichtbare Inschrift „This Made Roger“ von Henry Tufton, 11. Earl of Thanet, ersetzt. Diese Inschrift befand sich ursprünglich über dem Eingang zum Rittersaal, der von Roger Clifford, 5. Baron Clifford, errichtet worden war. Auf dem Hang hinunter zum Fluss ließ Robert de Clifford, 1. Baron de Clifford, Anfang des 14. Jahrhunderts das Torhaus errichten. Der Komplex hatte drei Teile, das innere und das äußere Torhaus, sowie den Hof dazwischen. Das innere Torhaus ist heute mit einer Resthöhe von 12,5 Metern im Osten erhalten. Der Durchgang im Erdgeschoss ist gewölbt und es gab ein Fallgatter am östlichen Ende. Das Ausfalltor war hinter einem Strebewerk an der Nordseite des Torhauses verborgen und bot die Möglichkeit, die Burg unbeobachtet zu verlassen. Die Geschosse über dem Durchgang bestanden jeweils aus einem einzelnen, großen Raum und waren mit dem Donjon verbunden, sodass man sich zwischen beiden Gebäuden bewegen konnte, ohne ins Freie gehen zu müssen. Im 17. Jahrhundert ließ Lady Anne Clifford das oberste Geschoss zu ihrer Schlafkammer umbauen. Wie das innere Torhaus hat auch das äußere einen quadratischen Grundriss und die Obergeschosse bestanden jeweils aus einem einzelnen Raum. Das Gebäude ist mit einer Höhe von 14,5 Metern im Osten erhalten. Unter dem äußeren Torhaus befand sich ein Folterkeller und im Erdgeschoss auf der Nordseite ein Wachraum. Die großen Räume in beiden Torhäusern dienten wohl als Wohnräume. Auch wenn der obere Teil des Torhauses heute nicht mehr erhalten ist, kann man annehmen, dass es mit Maschikulis versehen war.

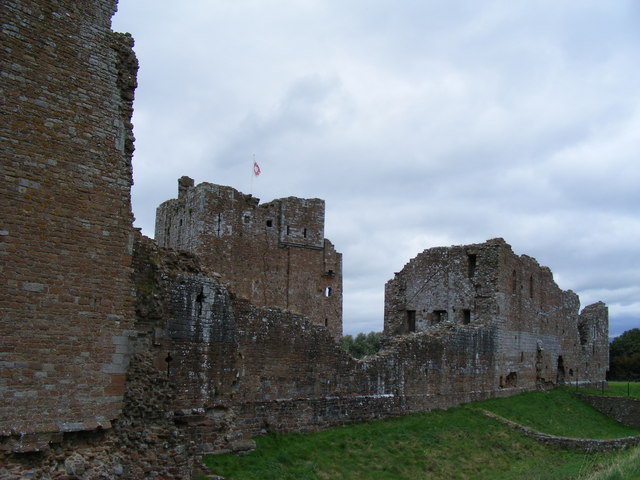
Die Außenmauer von Brougham Castle. Der Donjon ist im Hintergrund zu sehen.

An das Torhaus angeschlossen ist der Donjon aus dem 13. Jahrhundert. Ein Donjon beherbergte die Hauptwohnräume in einer Burg, üblicherweise für Bewohner von hohem Status, und galt ebenso als letzter Zufluchtsort, wenn der Rest der Burg bei einem Angriff bereits gefallen war. Der Donjon von Brougham Castle hat einen quadratischen Grundriss und ist heute zwischen 19 und 20 Meter hoch, wenn er ursprünglich auch höher war. Der Zugang zu jedem Geschoss wurde durch eine Wendeltreppe in der Nordostecke vermittelt und jedes Geschoss bestand aus einem einzigen Raum. Der Aborterker war in der Nordwestecke. Man nahm wegen seiner einfachen Bauweise lange an, dass der Donjon im letzten Viertel des 12. Jahrhunderts entstanden sei: Der quadratische Grundriss, der Einsatz schmaler Strebwerke an den Ecken und eine Eingangsmöglichkeit durch einen Vorbau decken sich mit anderen Donjons aus dem Ende des 12. Jahrhunderts. Im 13. Jahrhundert war der Donjon von Brougham Castle bereits altmodisch im Vergleich zu den vieleckigen Wohntürmen, die in diesem Jahrhundert eingeführt wurden. Aber der Historiker Henry Summerson, der die historischen Dokumente der Burg geprüft hatte, war der Meinung, der Bau des Donjons kann nicht vor dem ersten Viertel des 13. Jahrhunderts begonnen haben.  Die hölzernen Decken sind heute nicht mehr erhalten und die Nutzung der Räume kann man nur vermuten, aber es ist wahrscheinlich, dass das Erdgeschoss als Lagerraum diente, das 1. Obergeschoss als Eingangshalle und Wohnraum der Wachen und das 2. Obergeschoss als Raum für die Herrschaft. Im 14. Jahrhundert wurde schließlich ein 3. Obergeschoss aufgesetzt. Den Donjon betrat man durch das 1. Obergeschoss von der Ostseite her, wo ein Vorbau angefügt ist. Trotz der Bedeutung eines Donjons für die Burg ist heute von dem von Brougham Castle nur wenig erhalten.
Südöstlich des Donjons befand sich der Rittersaal, den Roger Clifford Ende des 14. Jahrhunderts als Ersatz für einen früheren Rittersaal bauen ließ. Er bot Platz für die Garnison der Burg, die wegen der schottischen Unabhängigkeitskriege verstärkt worden war. Dort nahm der Burgherr mit den Soldaten sein Mahl ein. Der Rittersaal hatte große Fenster, die ihn gegen Angriffe verwundbar machten. Allerdings hatte man festgestellt, dass die Fenster große hölzerne Läden besessen haben mussten. Die Küche, die die gesamte Burg versorgte, saß in der Südostecke der Festung. Entlang der südlichen Mauer waren weitere Wohnräume, ein Brunnen und eine Kapelle angeordnet, Letztere ein weiterer Anbau von Roger Clifford. In der Südwestecke der Burg befand sich der Tower of League, den Roger Clifford um 1300 errichten ließ. Er beherbergte weitere Wohnräume, war aber besonders für Verteidiger gedacht, die Feinde beschossen, die bereits über das Torhaus eingedrungen waren. Mit seinen vier Stockwerken und einem einzelnen Raum mit offenem Kamin und Aborterker in jedem Stockwerk war der Turm vermutlich für hochgestellte Gäste gedacht. Der quadratische Grundriss des Turms war typisch für solche Gebäude im Nordengland dieser Zeit; man findet sich auch in Burgen wie Warkworth Castle und Egremont Castle. Sie kontrastierten mit den Rundtürmen, die in Südengland bevorzugt wurden.